# Deutscher Fernsehpreis 2019
| Logo des Deutschen Fernsehpreises 2019 |
| -------------------------------------- |

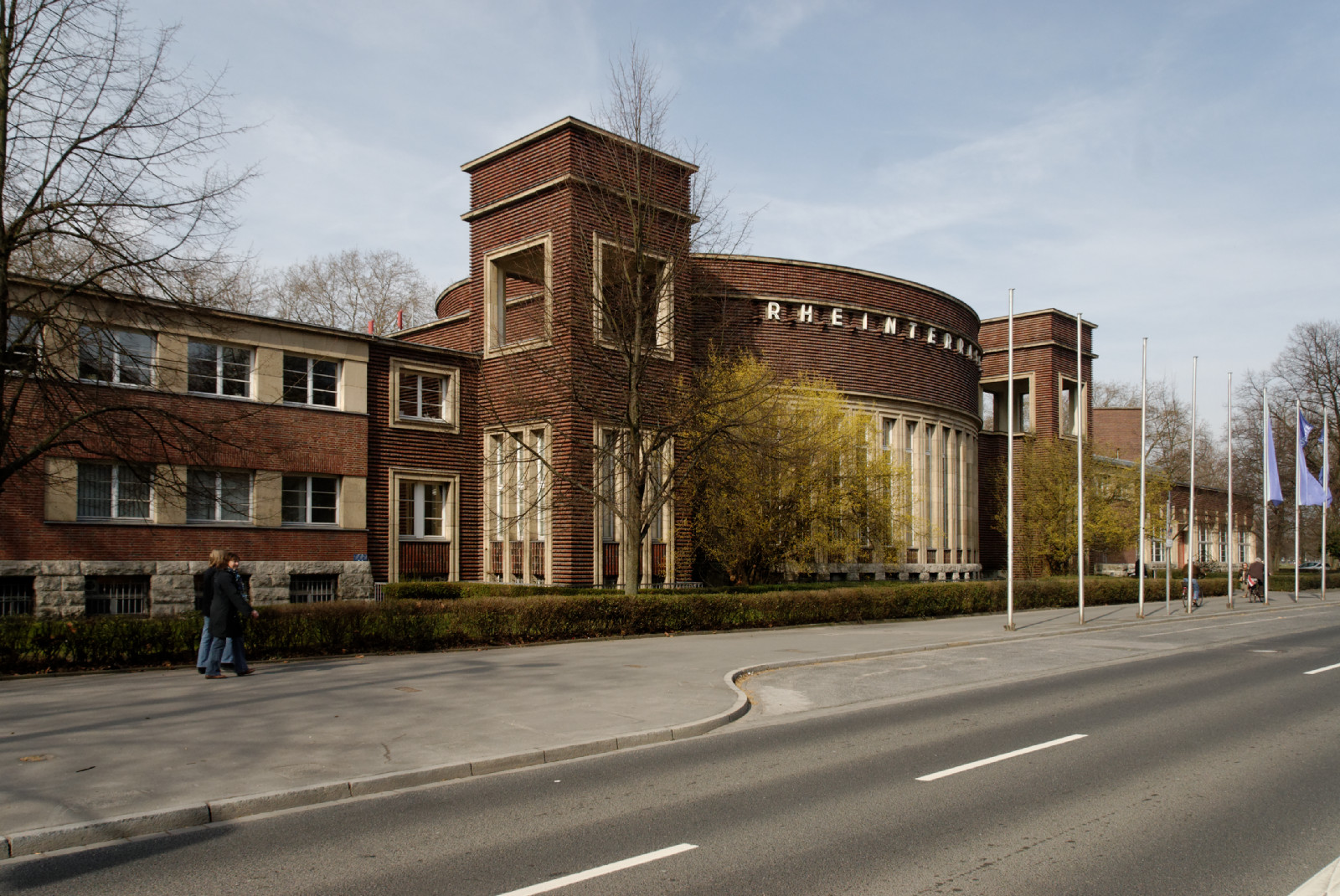
Die Rheinterrasse, Veranstaltungsort der Verleihung 2019

Die Verleihung des Deutschen Fernsehpreises 2019 fand am 31. Januar 2019 im Rahmen eines Branchentreffens zum dritten Mal in der Rheinterrasse in Düsseldorf statt. Die Moderation der 20. Verleihung dieser Auszeichnung übernahm zum vierten Mal in Folge Barbara Schöneberger, erstmals gemeinsam mit Steffen Hallaschka.
Die Verleihung wurde live im Internet auf der Website des WDR übertragen. Am selben Abend zeigte One um 22:30 Uhr eine zweistündige Aufzeichnung.
Federführend für die Ausrichtung war turnusgemäß der WDR für Das Erste unter der Verantwortung von Fernsehdirektor Jörg Schönenborn.

## Jury

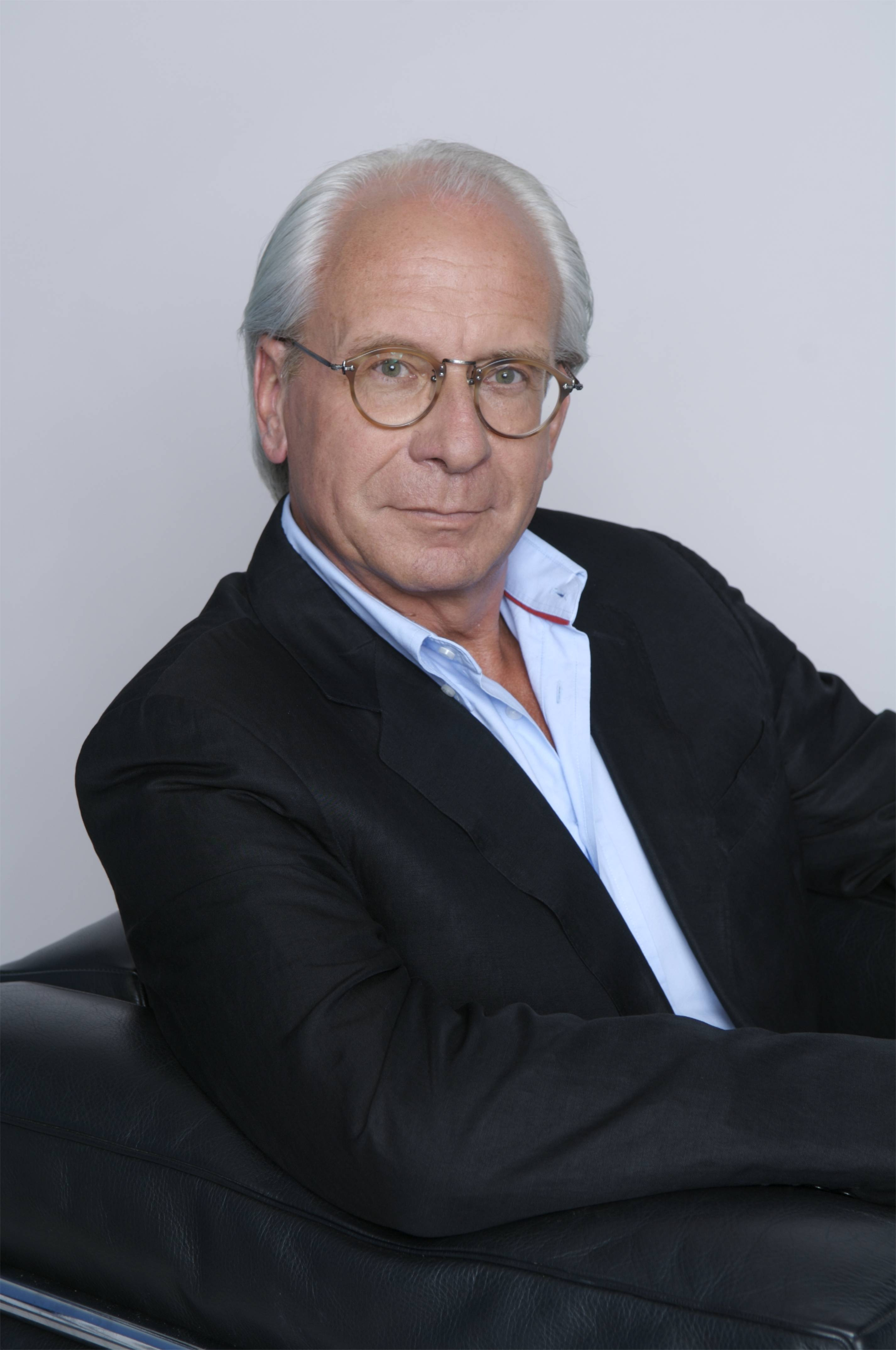
Der Juryvorsitzende der Verleihung 2019: Wolf Bauer

Die Jury für den Deutschen Fernsehpreis 2019 bestand aus
- Wolf Bauer (Produzent) als Vorsitzender

sowie aus
- Christian Becker (Produzent, Rat Pack Filmproduktion),
- Iris Bettray (Produzentin, sagamedia),
- Orkun Ertener (Autor),
- Maria Furtwängler (Schauspielerin),
- Bettina Josmann (Producerin, South and Browse),
- Katrin Sandmann (Autorin und Gesellschafterin, Kobalt Documentary),
- Natalie Scharf (Produzentin und Autorin, Seven Dogs Filmproduktion),
- Jürgen Schulte (Geschäftsführer, Ansager und Schnipselmann),
- Mitri Sirin (Moderator)

und aus
- Florian Kumb (Sendervertreter ZDF, Chef vom Dienst Programmdirektion),
- Kirsten Petersen (Sendervertreter RTL, Bereichsleiter Programmentwicklung),
- Stephanie Prehn (Sendervertreterin Sat.1, Executive Producer Entertainment) und
- Stefan Wirtz (Sendervertreter WDR, Leiter Mediathek und Stv. Abteilungsleiter Programmkoordination u. -verbreitung).

## Preisträger und Nominierungen
| Film/Format              | N | A |
| ------------------------ | - | - |
| Das Boot                 | 9 | 2 |
| Bad Banks                | 6 | 2 |
| Gladbeck                 | 4 | 3 |
| Rufmord                  | 3 | 0 |
| Arthurs Gesetz           | 2 | 0 |
| Aufbruch in die Freiheit | 2 | 1 |
| Die Freibadclique        | 2 | 1 |
| Der große Rudolph        | 2 | 1 |
| Der Tatortreiniger       | 2 | 1 |
| Kruso                    | 2 | 1 |
| Parfum                   | 2 | 0 |

Die Nominierungen wurden wie in den Vorjahren nach den drei Programmbereichen Fiktion, Unterhaltung sowie Information und Sport bekanntgegeben. Am 18. Dezember 2018 wurden die Nominierungen für die fiktionalen Kategorien bekannt, Anfang Januar 2019 für die restlichen Kategorien.

### Bester Fernsehfilm
Aufbruch in die Freiheit (ZDF)
Rufmord (ZDF/Arte)
Unser Kind (ARD/WDR)

### Bester Mehrteiler

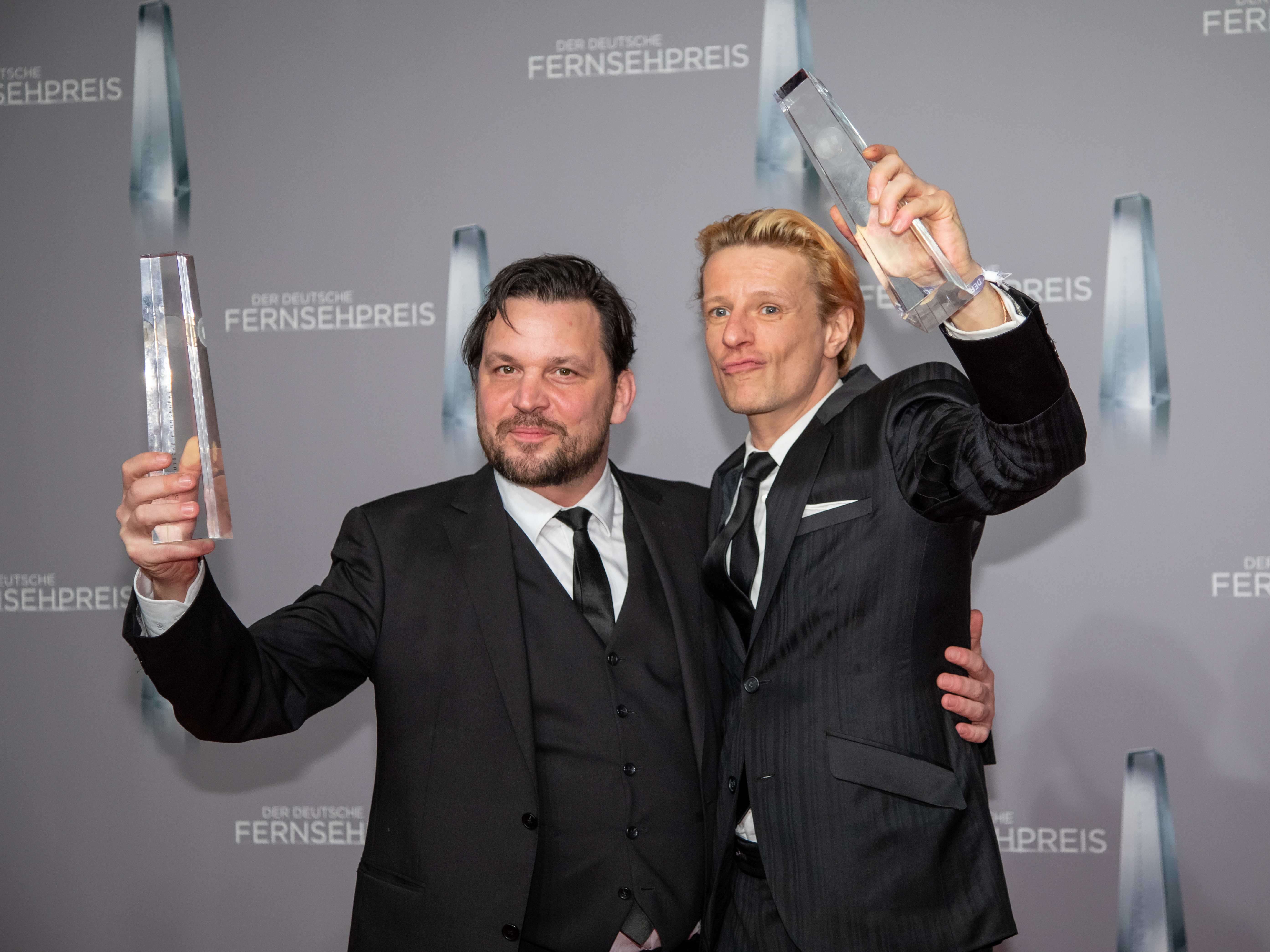
Sascha Alexander Gersak und Alexander Scheer (Gladbeck) mit dem Deutschen Fernsehpreis 2019

Gladbeck (ARD/RB)
Ku’damm 59 (ZDF)
Der Staatsfeind (Sat.1)

### Beste Drama-Serie
Bad Banks (ZDF/Arte)
4 Blocks (TNT Serie)
Das Boot (Sky)

### Beste Comedy-Serie
jerks. (ProSieben/maxdome)
Der Tatortreiniger (NDR)
Arthurs Gesetz (TNT Comedy)

### Beste Schauspielerin

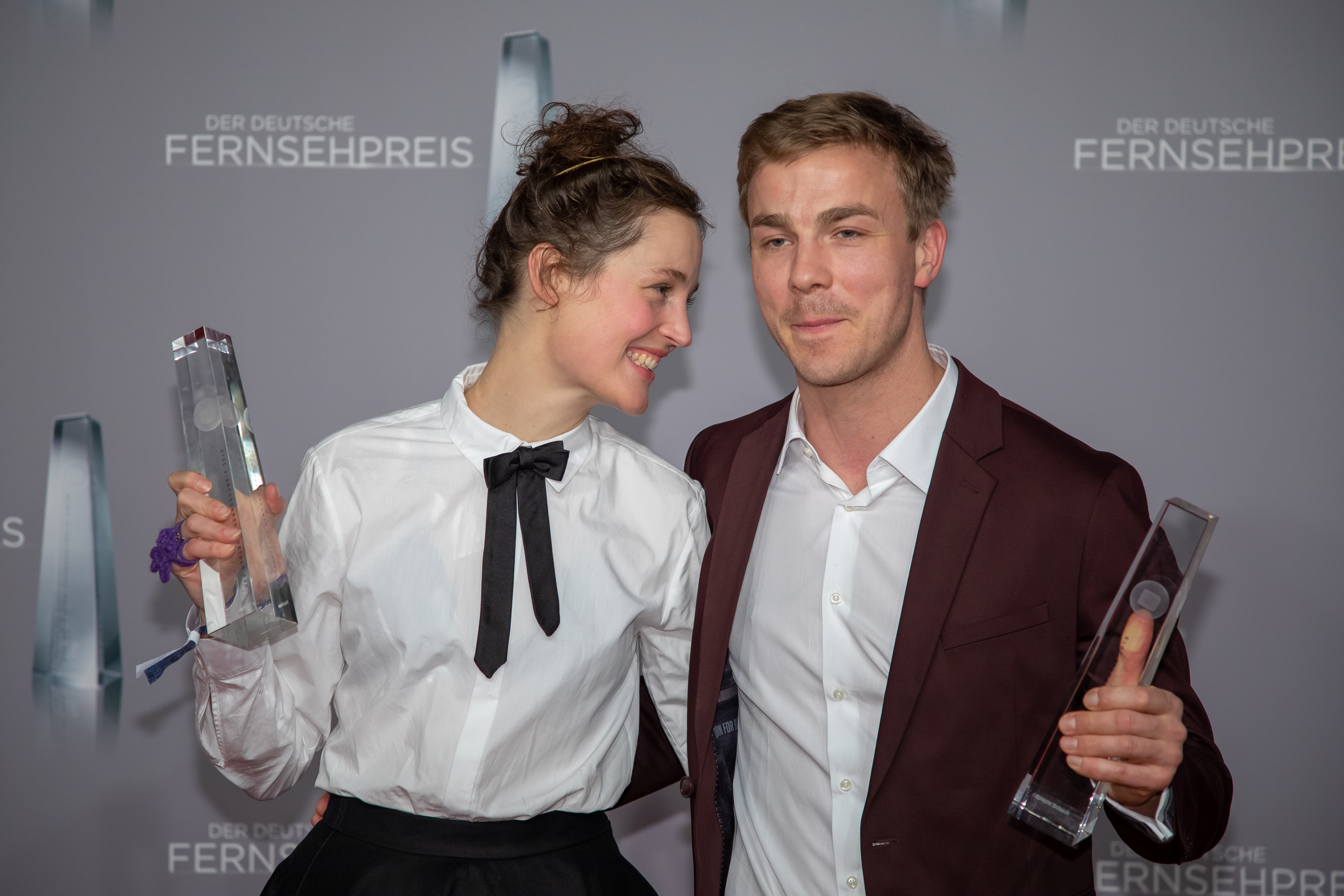
Vicky Krieps und Albrecht Schuch

Vicky Krieps für Das Boot (Sky)
Paula Beer für Bad Banks (ZDF/Arte)
Désirée Nosbusch für Bad Banks (ZDF/Arte)
Rosalie Thomass für Rufmord (ZDF/Arte)
Anna Schudt für Aufbruch in die Freiheit (ZDF)

### Bester Schauspieler

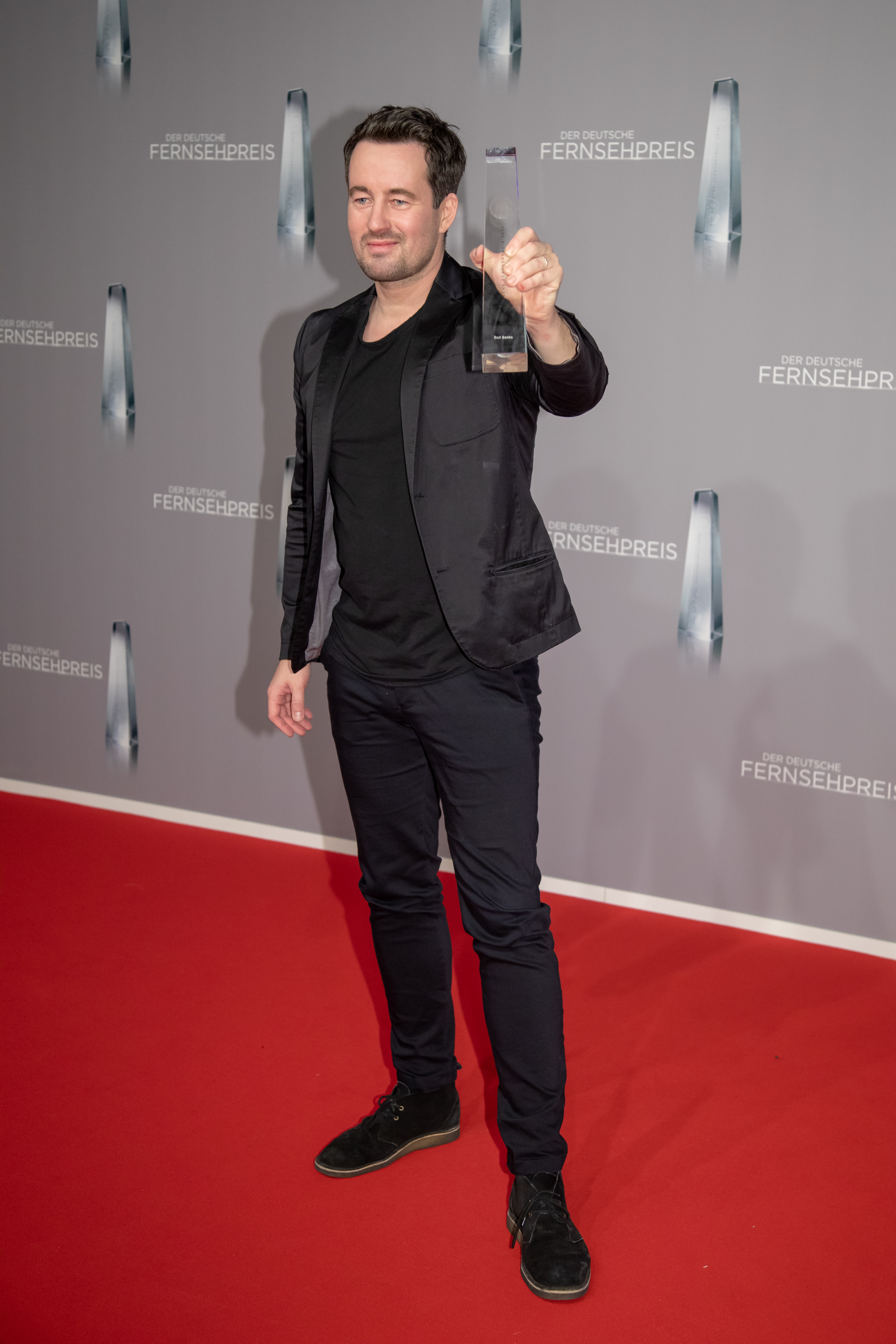
Christian Schwochow

Albrecht Schuch für Der Polizist und das Mädchen (ZDF), Gladbeck (ARD/RB) und Kruso (ARD/MDR)
Sascha Alexander Geršak und Alexander Scheer für Gladbeck (ARD/RB)
Thomas Schmauser für Der große Rudolph (ARD/BR/WDR/ORF)
Tom Wlaschiha für Das Boot (Sky)
Jonathan Berlin für Kruso (ARD/MDR) und Die Freibadclique (ARD/SWR/MDR/NDR/SR)

### Beste Regie
Christian Schwochow für Bad Banks (ZDF/Arte)
Andreas Prochaska für Das Boot (Sky)
Viviane Andereggen für Rufmord (ZDF/Arte)

### Bestes Buch
Ingrid Lausund alias Mizzi Meyer für Der Tatortreiniger (NDR)
Oliver Kienle, Jana Burbach und Jan Galli für Bad Banks (ZDF/Arte)
Tony Saint und Johannes W. Betz für Das Boot (Sky)

### Beste Kamera
David Luther für Das Boot (Sky)
Jakub Bejnarowicz für Parfum (ZDFneo)
Frank Lamm für Bad Banks (ZDF/Arte)

### Bester Schnitt
Ueli Christen für Gladbeck (ARD/RB)
Ueli Christen und Karin Hartusch für Das Boot (Sky)
Bernd Schlegel für Parfum (ZDFneo)

### Beste Musik
Annette Focks für Die Freibadclique (ARD/SWR/MDR/NDR/SR)
Stefan Will für Fremder Feind (ARD/WDR)
Matthias Weber für Das Boot (Sky)

### Beste Ausstattung
Martina Müller und Jana Karen für Der große Rudolph (ARD/BR/WDR/ORF)
Birgitta Lohrer-Horres und Markus Dicklhuber für Arthurs Gesetz (TNT Comedy)
Françoise Bourrec alias Chattoune und Nick Palmer für Das Boot (Sky)

### Beste Dokumentation/Reportage

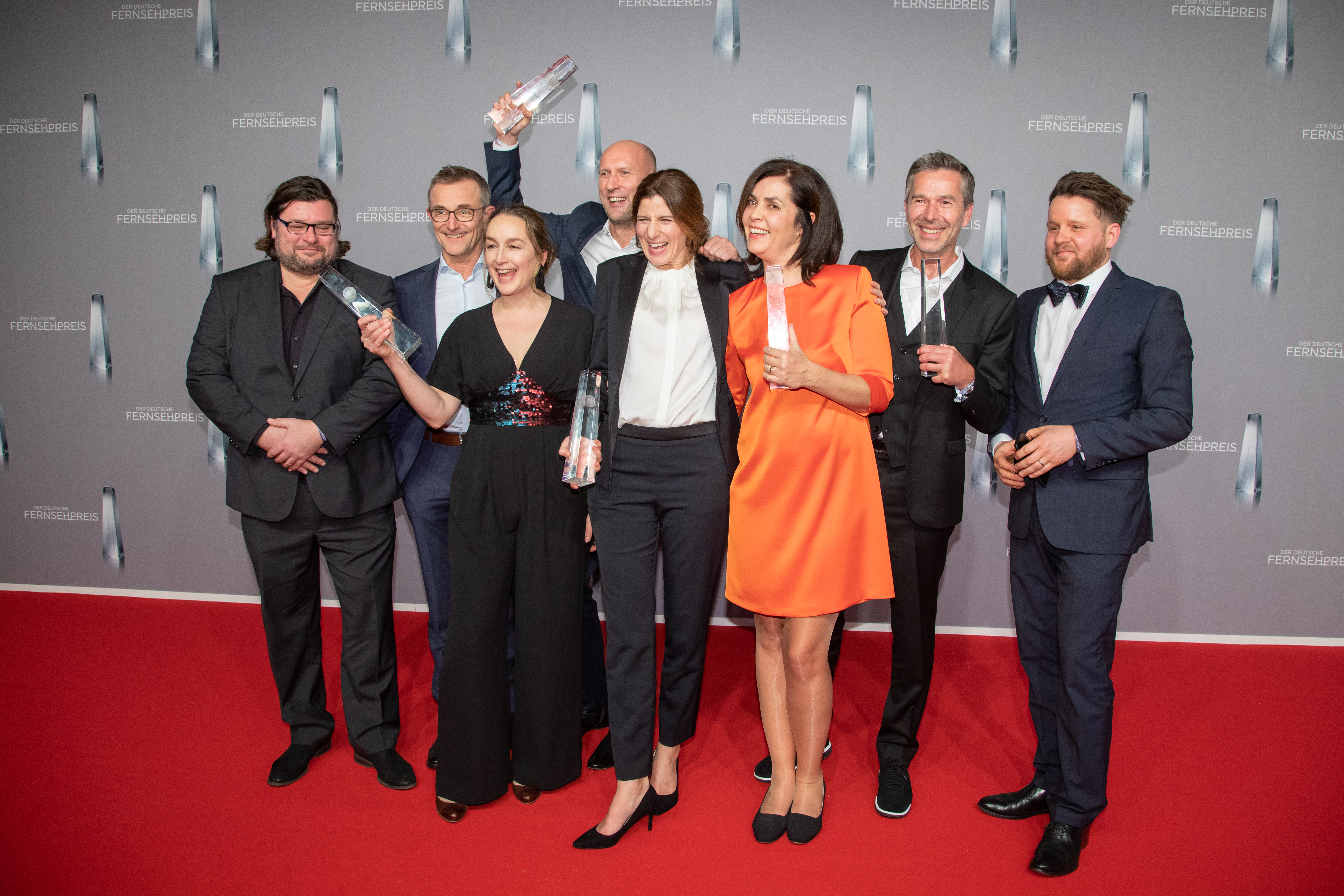
Team Terra X mit dem Fernsehpreis

Kulenkampffs Schuhe (ARD/SWR/HR/zero one)
Heer, Stahl und Sturm – Wer Nazis verteidigt (ARD/WDR)
Im Schatten der Netzwelt – The Cleaners (ARD/Arte/WDR/NDR/RBB)
Unantastbar (ZDF/Arte)
Vergewaltigt – Wir zeigen an! (ARD/WDR)

### Bester Doku-Mehrteiler
Terra X: Die Reise der Menschheit (ZDF)
Äquator 360°: Die Linie des Lebens (Arte/ZDF)
Die Steinkohle (Arte/ZDF)

### Beste Information: Auslandsreporter
Antonia Rados für ihren Bericht Jemens langsamer Tod (n-tv)
Natalie Amiri für ihre Berichterstattung aus Iran (ARD/BR)
Carsten Stormer und Marc Wiese für War Diary (Arte/WDR)

### Bestes Infotainment
Jenke von Wilmsdorff für Jenke macht Mut! Leben mit Brustkrebs, Das Jenke-Experiment und Jenke Über Leben (RTL)
Jochen Breyer für ZDFzoom: Am Puls Deutschlands (ZDF)
Thilo Mischke für Uncovered (ProSieben)

### Beste Sportsendung
ranNFL (ProSieben/ProSieben MAXX)
European Championships (ARD/NDR/ZDF)
Ironman (ZDF)

### Beste Unterhaltung Primetime
Let’s Dance (RTL)
Ninja Warrior Germany – Die stärkste Show Deutschlands (RTL)
Wer weiß denn sowas XXL (ARD/HR/NDR)

### Beste Moderation Unterhaltung
Luke Mockridge für Luke! Die Schule und ich/Luke! Die Woche und ich/Luke! Die 2000er und ich (Sat.1)
Daniel Hartwich für Let’s Dance (RTL)
Kai Pflaume, Bernhard Hoëcker und Elton für Wer weiß denn sowas XXL (ARD/HR/NDR)

### Beste Unterhaltung Late Night
Inas Nacht (ARD/NDR)
Late Night Berlin (ProSieben)
So! Muncu! (n-tv)

### Beste Comedy
Kroymann (ARD/Radio Bremen/SWR/NDR/rbb)
Die Martina Hill Show (Sat.1)
Sketch History (ZDF)

### Bestes Factual Entertainment
Bares für Rares (ZDF)
First Dates – Ein Tisch für zwei (VOX)
Ich, einfach unvermittelbar? (VOX)

### Beste Ausstattung Show
Guido Heinz Frinken, Oli Egon Ide für Das große Backen (Sat.1)
Bode Brodmüller, Kim Hüfner für Late Night Berlin (ProSieben)
Florian Wieder, Per Arne Janssen (Ausstattung), David Kreilemann (Licht), Katia Convents (Kostüm) für Let’s Dance (RTL)

## Weitere Preisträger
Die folgenden Preise sind von den Stiftern des Deutschen Fernsehpreises gesetzte Preise und wurden ohne vorherige Nominierung verliehen. Zu den Stiftern 2019 gehörten wie seit 2016 der Geschäftsführer von RTL Television Frank Hoffmann, der Intendant des ZDF Thomas Bellut, der Intendant des WDR Tom Buhrow, sowie der Geschäftsführer von Sat.1 Kaspar Pflüger.

### Ehrenpreis der Stifter
Mit dem Ehrenpreis ehrten die Stifter des Deutschen Fernsehpreises eine Person für ihre Verdienste in Film und Fernsehen. Der Preisträger wurde vor der Verleihung am 23. Januar 2019 bekannt gegeben: Jürgen von der Lippe wurde für sein Lebenswerk geehrt.

### Förder-/Nachwuchspreis
Der mit jeweils 10.000 Euro dotierte Förderpreis für den Nachwuchs wurde an Lena Urzendowsky für ihre Rolle in der Satire Der große Rudolph und Michelangelo Fortuzzi für seine Leistung in Alles Isy vergeben.